# Tegui nemzetközi repülőtér
A Tegui nemzetközi repülőtér (IATA: TAE, ICAO: RKTN) Dél-Korea egyik nemzetközi repülőtere, amely Tegu közelében található. Éves utasforgalma 2 255 883 fő (2022).

## Futópályák
A repülőtér futópályái:
- 13L/31R
- 13R/31L

## Forgalom
Az utasforgalom az elmúlt években az alábbi módon változott:
| Utasok száma | 2 173 183 | 2 241 310 | 2 228 550 | 1 236 446 | 1 079 011 | 1 178 212 | 1 537 328 | 2 533 132 | 4 669 057 | 2 255 883 |
|              | 1997      | 2000      | 2003      | 2005      | 2008      | 2011      | 2014      | 2016      | 2019      | 2022      |